# Večernjakova ruža 2019.
Večernjakova ruža 2019. je bila 26. dodjela medijske nagrada Večernjakova ruža u Hrvatskoj, koja se dodjeljuje za medijski rad u prethodnoj, 2019. godini.
Nagradu Večernjakova ruža dodjeljuju hrvatske dnevne novine Večernji list i prilog Ekran.
Dodjela nagrada trebala se održati u HNK Zagreb uz izravni televizijski prijenos na programu HTV-a 20. ožujka 2020. godine. Zbog svjetske pandemije koronavirusom, planirana dodjela je otkazana te se planirana dodjela nagrada održala u utorak 28. travnja 2020. godine. Nominirani, dobitnici i glazbeni gosti uključivali su se u program iz svojih domova, dok su voditelji jedini bili u HNK Zagreb. Prijenos je bio na prvom programu HTV-a i portalu vecernji.hr.
Voditelji programa bili su Doris Pinčić Rogoznica i Duško Ćurlić. Redatelj prijenosa bio je Zoran Nikolić, a urednica Uršula Tolj.

## Žiri
- Miroslav Lilić, voditelj
- Ksenija Urličić, spikerica, voditeljica, scenaristica i urednica
- Ivica Propadalo, glazbenik
- Nikša Bratoš, producent
- Vojo Šiljak, radijski novinar
- Dalibor Matanić, redatelj
- Bojana Radović, predstavnik Večernjeg lista
- Goran Gerovac, predstavnik Večernjeg lista
- Anamarija Kronast, predstavnik Večernjeg lista
- Maja Car, predstavnik Večernjeg lista
- Ivana Carević, predstavnik Večernjeg lista
- Mirjanom Žižić, pomoćna glavna urednica Večernjeg lista i voditeljica projekta Večernjakova ruža[3]

## Glasovanje
Glasovanje je bilo moguće od 27. siječnja do 13. ožujka 2020. do 10 sati.
Glasovanje se obavljalo putem SMS poruka, telefonskim pozivima ili kuponima koji su se objavljivali u Večernjem listu i prilogu Ekran. Internetsko glasovanje je bilo isključivo informativnog karaktera.

## Nominirani i dobitnici nagrade
Ovogodišnje Večernjakove ruže dijele se u 7 kategorija.

### TV osoba godine
| Nominirani      | Televizijski kanal |
| --------------- | ------------------ |
| Tarik Filipović | HRT                |
| Maja Medaković  | Nova TV            |
| Zoran Šprajc    | RTL                |
| Mislav Togonal  | HRT                |
| Daniela Trbović | HRT                |

### Radijska osoba godine
| Nominirani                   | Radio stanica    |
| ---------------------------- | ---------------- |
| Slavin Balen                 | Radio 101        |
| Marko Bratoš / Hrvoje Kečkeš | Narodni radio    |
| Boris Jokić                  | Yammat FM        |
| Barbara Kolar                | Antena Zagreb    |
| Korado Korlević              | HRT - Radio Pula |

### Glumačko ostvarenje godine
| Nominirani        |
| ----------------- |
| Dado Ćosić        |
| Jelena Miholjević |
| Krešimir Mikić    |
| Momčilo Otašević  |
| Alma Prica        |

### Glazbenik godine
| Nominirani        |
| ----------------- |
| Tony Cetinski     |
| Petar Grašo       |
| Prljavo kazalište |
| Severina          |
| Luka Šulić        |

### TV emisija godine
| Nominirani    | TV emisija |
| ------------- | ---------- |
| Lijepom našom | HRT        |
| Prime Time    | N1         |
| Provjereno    | Nova TV    |
| RTL Direkt    | RTL        |
| The Voice     | HRT        |

### Radijska emisija godine
| Nominirani                | Radio stanica      |
| ------------------------- | ------------------ |
| Kad se smijah tad i bijah | HRT - Radio Split  |
| Intervju tjedna           | Radio 101          |
| Tužibaba                  | HRT - Radio Rijeka |
| Ko žena                   | Radio Korčula      |
| Povratak u budućnost      | HRT - HR 2         |

### Novo lice godine
| Nominirani       |
| ---------------- |
| Roko Blažević    |
| Jure Brkljača    |
| Elizabeta Brodić |
| Lu Jakelić       |
| Tara Thaller     |

## Unutarnje poveznice
- Večernjakova ruža
- Večernjakova ruža 2018.
- Večernjakova ruža 2020.
- Večernjakova ruža 2021.

## Vanjske poveznice
- Službene web stranice Večernjeg lista
- Službene web stranice Večernjeg lista - kategorija Večernjakova ruža 2012.